# Cerastoderma
Cerastoderma Poli, 1795 è un genere di molluschi bivalvi della famiglia Cardiidae.

## Tassonomia
Il genere comprende due specie:
- Cerastoderma edule (Linnaeus, 1758) cappa tonda
- Cerastoderma glaucum (Bruguière, 1789)